# Carey (Idaho)
Carey é uma cidade localizada no estado americano de Idaho, no Condado de Blaine.

## Demografia
Segundo o censo americano de 2000, a sua população era de 513 habitantes.
Em 2006, foi estimada uma população de 508, um decréscimo de 5 (-1.0%).

## Geografia
De acordo com o United States Census Bureau tem uma área de
8,7 km², dos quais 8,7 km² cobertos por terra e 0,0 km² cobertos por água. Carey localiza-se a aproximadamente 1458 m acima do nível do mar.

## Localidades na vizinhança
O diagrama seguinte representa as localidades num raio de 52 km ao redor de Carey.